# Jannis Meng
Jannis Meng (* 1988 in Darmstadt) ist ein deutscher Schauspieler.

## Leben
Jannis Meng startete seine Schauspielkarriere im Jahr 1999 in Kanada, wo er die Hauptrolle in einem kanadischen Kinofilm von Martin Doepner spielte. Mehrere Filme in Deutschland folgten, u. a. Tornado, der Zorn des Himmel (Pro7),Oswalt Kolle – Ein Leben für Liebe und Sex (ARD) und die Anrheiner (WDR).
Bedingt durch sein Studium der Wirtschaftswissenschaften, das er 2011 mit dem Bachelor of Science abgeschlossen hat, pausierte er mit der Schauspielerei bis Anfang 2012. Anschließend zog er von Frankfurt am Main nach Köln um seine Karriere als Schauspieler fortzusetzen. Seitdem war er in diversen Werbespots, u. a. für BMW und RTL Nitro, Serien sowie deutschen und internationalen Filmen, wie z. B. dem deutschen Kinoerfolg mein Blind Date mit dem Leben, dem kanadischen Kinofilm Un Printemps d'Aileurs oder der Hollywood Serie The Art of More, zu sehen.
Jannis Meng lebt heute in Deutschland und in Kanada.

## Filmografie (Auswahl)
- 2002: Oswalt Kolle – Ein Leben für Liebe und Sex, Fernsehfilm, Regie: Susanne Zanke
- 2003: Die Anrheiner, Fernsehserie, Regie: Diverse
- 2004: Ein Zwilling ist nicht genug, Fernsehfilm, Regie: Brigitte Müller
- 2006: Tornado – Der Zorn des Himmels, Fernsehfilm, Regie: Andreas Links
- 2006: Children of the Setting Suns, Kinofilm, Regie: Martin Doepner
- 2015: Mein Blind Date mit dem Leben, Kinofilm, Regie: Marc Rothemund
- 2016: Un Printemps d'Aileurs, Kinofilm, Xiadoan He
- 2016: The Art of More, US-Serie